# Poplar (Montana)
Poplar é uma cidade localizada no estado americano de Montana, no Condado de Roosevelt.

## Demografia
Segundo o censo americano de 2000, a sua população era de 911 habitantes.
Em 2006, foi estimada uma população de 900, um decréscimo de 11 (-1.2%).

## Geografia
De acordo com o United States Census Bureau tem uma área de
0,7 km², dos quais 0,7 km² cobertos por terra e 0,0 km² cobertos por água.

## Localidades na vizinhança
O diagrama seguinte representa as localidades num raio de 56 km ao redor de Poplar.